# Davi de Ocrida
Davi(d) de Ocrida (em grego: Δαβίδ ὁ ἀπὸ Ἀχριδῶν) foi um comandante militar bizantino do século XI. Em c. 1024, manteve o posto de estratego do tema marinha de Samos. Junto com o duque de Salonica Nicéforo Cabásilas e a frota do Tema Cibirreota, confrontou um raide rus' no mar Egeu. Após forçar passagem pelas defesas bizantinas no Dardanelos, os rus', com um efetivo de 800 soldados, desembarcaram em Lemnos, onde os comandantes bizantinos confrontaram-os. Fingindo negociações, os bizantinos atacaram de surpresa os invasores e aniquilaram-os.